# 罗寄一
罗寄一（1920年—2003年），本名江瑞熙，安徽省贵池人，中国现代诗人和翻译家。
1940年入法商学院学习，1943年毕业。